# Erica H. Dunn
Erica Huth Dunn (* 1945) ist eine kanadische Ornithologin.

## Leben
In ihrer Jugendzeit befasste sich Dunn unter der Leitung von William H. Drury, Jr. mit Möwen und Seeschwalben. Während ihrer Doktorandenzeit heiratete sie 1972 den Ornithologen David Hussell (1934–2015). Aus dieser Ehe gingen zwei Söhne hervor. 1973 wurde sie mit der Dissertation Energy allocation of nestling Double-crested Cormorants an der University of Michigan in Ann Arbor zum Ph.D. promoviert. Anschließend hatte sie eine abwechslungsreiche Karriere, die von der Arbeit bei Non-Profit-Organisationen über die universitäre Lehre bis hin zur staatlichen Forschung reichte. Zuletzt war sie als wissenschaftliche Mitarbeiterin bei Environment and Climate Change Canada tätig. Während ihrer Dozententätigkeit an der Trent University in Peterborough, Ontario, führte sie zwei Jahre lang Feldarbeit über Trauerseeschwalben durch. Sie begann mit der Überwachung von Vogelpopulationserhebungen mit Freiwilligen am Long Point Bird Observatory und gründete 1987 das Project FeederWatch, das sie sechs Jahre lang für das Cornell Laboratory of Ornithology leitete. Sie arbeitete auch für das Ontario Ministry of Natural Resources über nistende Kanadagänse und für den Canadian Wildlife Service, wo sie sich mit Singvögeln befasste. 1979 begann Dunn ihre aktive Führungsarbeit für die American Ornithologists’ Union (AOU), als sie als Vorsitzende des Ausschusses AOU und Amateure fungierte. Von 2006 bis 2008 war sie Präsidentin der AOU.
Dunn diente in den Verwaltungs- und Redaktions-Komitees der Enzyklopädie Birds of North America von der Gründung bis 2017. Als Autorin war sie an den Beiträgen über den Steinschmätzer und die Trauerseeschwalbe (1995) beteiligt. Mit Steinschmätzern kam sie in Berührung, als sie David Hussell bei seiner Feldarbeit auf Baffin Island, Nunavut, Kanada, assistierte.
2014 erhielt sie die Eisenmann Medal der Linnean Society of New York. 2017 wurde Dunn mit dem Marion Jenkinson Service Award der American Ornithological Society ausgezeichnet.

## Schriften (Auswahl)
- Monitoring Bird Populations: The Canadian Experience, 1997
- Établissement de priorités pour la conservation, la recherche et la surveillance des oiseaux terrestres du Canada, 1997
- Birds at Your Feeder, 1999
- Canadian Birding Atlas of Bird Banding: Volume 1 – Doves, Cuckoos, and Hummingbirds Through Passerines, 1921–1995, 2000
- Canadian Landbird Monitoring Strategy: Monitoring Needs and Priorities Into the New Millennium, 2000
- Birds at Your Feeder: A Guide to Feeding Habits, Behavior, Distribution and Abundance, 2001
- Monitoring Bird Populations Using Mist Nets (Studies in Avian Biology No. 29), 2004
- Monitoring Bird Populations in Small Geographic Areas, 2006